# Abeiku Jackson
Abeiku Gyekye Jackson, född 12 april 2000 i Accra, är en ghanansk simmare.

## Karriär
Jackson tävlade för Ghana vid olympiska sommarspelen 2016 i Rio de Janeiro, där han blev utslagen i försöksheatet på 50 meter frisim. Vid olympiska sommarspelen 2020 blev Jackson utslagen i försöksheatet på 100 meter fjärilsim.
I oktober 2021 vid afrikanska mästerskapen i Accra tog Jackson silver på 50 meter fjärilsim och brons på 100 meter fjärilsim.